# Kardemir Demir Çelik Karabükspor 2011-2012
Questa voce raccoglie le informazioni riguardanti il Kardemir Demir Çelik Karabükspor nelle competizioni ufficiali della stagione 2011-2012.

## Rosa
| N. |                     | Ruolo | Calciatore               |
| -- | ------------------- | ----- | ------------------------ |
| 2  | Turchia (bandiera)  | D     | Erdem Özgenç             |
| 4  | Turchia (bandiera)  | D     | Hamza Çakır              |
| 5  | Turchia (bandiera)  | C     | Birol Hikmet             |
| 7  | Turchia (bandiera)  | C     | Şenol Akın               |
| 8  | Turchia (bandiera)  | C     | Bilal Kısa               |
| 9  | Bulgaria (bandiera) | A     | Ismail Isa               |
| 10 | Romania (bandiera)  | C     | Florin Cernat (capitano) |
| 11 | Turchia (bandiera)  | A     | Sinan Kaloğlu            |
| 12 | Camerun (bandiera)  | D     | Armand Deumi             |
| 13 | Turchia (bandiera)  | C     | Güven Varol              |
| 15 | Turchia (bandiera)  | D     | Anil Karaer              |
| 16 | Turchia (bandiera)  | C     | Mustafa Sarp             |
| 18 | Turchia (bandiera)  | A     | Mehmet Çakır             |
| 19 | Croazia (bandiera)  | P     | Vjekoslav Tomić          |

| N. |                                 | Ruolo | Calciatore           |
| -- | ------------------------------- | ----- | -------------------- |
| 20 | Croazia (bandiera)              | D     | Anthony Šerić        |
| 21 | Turchia (bandiera)              | C     | Erkan Taşkıran       |
| 22 | Turchia (bandiera)              | P     | Orkun Uşak           |
| 23 | Turchia (bandiera)              | A     | İlhan Parlak         |
| 25 | RD del Congo (bandiera)         | D     | Larrys Mabiala       |
| 33 | Turchia (bandiera)              | C     | Kagan Söylemezgiller |
| 37 | Turchia (bandiera)              | A     | Ali Kuçik            |
| 61 | Turchia (bandiera)              | D     | Muhammet Özdin       |
| 68 | Turchia (bandiera)              | C     | Hakan Söyler         |
| 78 | Giamaica (bandiera)             | A     | Luton Shelton        |
| 82 | Tunisia (bandiera)              | C     | Hocine Ragued        |
| 99 | Turchia (bandiera)              | C     | Levent Yılmaz        |
|    | Algeria (bandiera)              | C     | Jugurtha Hamroun     |
|    | Bosnia ed Erzegovina (bandiera) | D     | Sanel Jahić          |